# Clănița (Fluss)
Die Clănița ist ein linker Zufluss des Teleorman, eines linken Zuflusses der Vedea, die wiederum in die Donau mündet, in Rumänien im Kreis (Județ) Teleorman in der Großen Walachei. Seine (nicht ständig Wasser führende) Quelle liegt östlich von Izvoru im Kreis Argeș.
Die Länge des Flusses beträgt 81 km und sein Einzugsgebiet 367 km² Bei Măgura mündet er in den Teleorman. An seinem Ufer liegen folgende Orte (von der Quelle zur Mündung): Scurtu Mare, Talpa-Ogrăzile, Gălăteni, Clănița, Frăsinet, Băbăița und Guruieni.